# Lijst van pretparkongelukken in Walibiparken
Deze lijst van pretparkongelukken in Walibiparken geeft een chronologisch beeld van pretparkongelukken in de attractieparken Walibi Belgium, Walibi Holland, Walibi Rhône-Alpes en Walibi Sud-Ouest door de jaren heen.

## Walibi Belgium

### Sirocco
Op 27 augustus 1997 bleef de achtbaantrein van de achtbaan Sirocco (later hernoemd naar Turbine en nog later Psyké Underground) circa 1 uur en 40 minuten in de looping hangen. De oorzaak was een fout omtrent de lanceersnelheid.

### Radja River
In 2009 kwamen nabij de optakeling van de wildwaterbaan Radja River twee boten vast te zitten, waarna één boot zonk. De inzittenden konden op tijd gered worden.

## Walibi Holland

### Condor
Op 6 juli 1994 raakten 13 mensen gewond waarvan drie mensen voor observatie naar een ziekenhuis in Lelystad zijn vervoerd. Volgens een woordvoerder van de politie schoot een van de treinstellen van de achtbaan door en botste op een wachtend treinstel.
Op 21 oktober 2023 is een vrouwelijke bezoeker een deel van haar vinger kwijtgeraakt. In de wachtrij klom ze over een stalen hek, waarna ze viel en haar vinger in het hek bleef haken. De bezoeker werd na afloop van het incident per ambulance naar het ziekenhuis gebracht. De attractie is toen gesloten.

### Goliath
Op 31 oktober 2009 raakte een 16-jarig meisje gewond, nadat een stalen buis van drie meter hoogte op haar viel terwijl zij in de wachtrij stond. De oorzaak van het ongeval zou achterstallig onderhoud zijn. De achtbaan is na het ongeval niet gesloten geweest. Het meisje heeft na het ongeluk nog drie kwartier moeten wachten tot een ambulance haar naar het ziekenhuis kon brengen. Ze hield er een hersenkneuzing aan over.

### El Rio Grande
Op 23 juli 2013 is een 10-jarig meisje ernstig gewond geraakt aan haar onderbeen waarna haar voet moest worden afgezet. Het meisje raakte bekneld tijdens het uitstappen. Ze stapte eerder uit dan wat eigenlijk de bedoeling was. Volgens Walibi kon het ongeluk gebeuren door "een combinatie van factoren". Enkele weken daarvoor was een jongen op vrijwel dezelfde plek in de attractie gewond geraakt.

### Kart Fight
Op 5 mei 2018 raakte een 13-jarig meisje zwaargewond tijdens het rijden in een kart op de kartbaan Kart Fight. Volgens een ooggetuige liep het meisje ernstig hoofdletsel op nadat haar haren verstrikt waren geraakt in de kart.  Naast een ambulance kwam er ook een traumahelikopter ter plaatse. De Nederlandse Voedsel- en Warenautoriteit is een onderzoek gestart. Sinds het ongeval is de kartbaan gesloten.

## Walibi Rhône-Alpes

### Scratch
Op 3 juni 2011 is een 6-jarig meisje zwaargewond geraakt. Ze werd uit het karretje van de achtbaan Scratch geslingerd en viel van 5 meter hoogte op de betonnen fundering van de achtbaan. De oorzaak van het ongeval ligt vermoedelijk in het feit dat twee bezoekers tijdens de rit samen één veiligheidsbeugel moeten delen. Het meisje werd zwaargewond naar het ziekenhuis overgebracht met een hoofdwond en een dijbeenbreuk. Ze moest na het ongeval enkele chirurgische ingrepen ondergaan.